# Fontades de Montjuïc
Les fontades de Montjuïc eren trobades que feien els barcelonins els segles xix i xx al voltant d'alguna de les diferents fonts de la muntanya de Montjuïc del mateix municipi.

## El context històric
Des dels orígens fins a l'any 1854, Barcelona va restar envoltada de muralles. Els seus habitants van patir epidèmies en diverses ocasions (només al s. XIX, febre groga a finals de 1821, còlera l'estiu de 1854, etc.). Van estar bombardejats des del castell (General Espartero l'any 1842 i General Prim el 1843). La ciutat portava d'ençà el segle xiii amb el mateix recinte emmurallat. La revolució industrial va fer que la població de Barcelona passés de 118.000 habitants l'any 1835 a 173.000 el 1849. Hi havia una explosió demogràfica i la superfície seguia sent la mateixa. Es va arribar a una situació asfixiant que feia que els aldarulls fossin constants, de manera que el fet de revoltar-se costava el que costava aixecar la primera llamborda del terra. I un cop aconseguit això, i amb la poca distància que hi havia de banda a banda del carrer, era fàcil fer una barricada. Eren tan estrets els carrers que gairebé no hi entrava la llum del sol. Els carros amb prou feines podien girar per canviar d'un carrer a l'altre, i si el carrer acabava amb una arcada, cosa molt habitual donada la necessitat de trobar espais on fos, es penjava un ganxo pel qual es passava una corda de manera que quedés el carro en suspensió i així fos més fàcil tombar el carrer. Les carretes de mà es van fer molt habituals a la ciutat com a alternativa als carros...
La gent d'aquella època treballava en jornades inacabables i esgotadores, inclosos els dissabtes i molts diumenges. Les famílies aprofitaven els dies que tenien de festa per a fer el que més desitjaven: gaudir d'una jornada de llum solar, bé tan escàs a la ciutat. Però no existien mitjans de transport que permetessin fer grans desplaçaments d'anada i tornada en un sol dia. Per això feien a la muntanya de Montjuïc la tradicional fontada (berenar al voltant d'una font). Aquesta tradició havia començat feia segles amb les ermites que es van anar erigint a la muntanya, fruit de la devoció popular. Aquestes ermites es van convertir en llocs de romiatge, i les excursions solien acabar fent un menjar al voltant d'una font. Això es va convertir amb el temps en una tradició i en aquests llocs es van anar creant una mena de menjadors a l'aire lliure.

## Testimoni de l'època
Explicava Arturo Llopis el 24 de juny de 1965 a La Vanguardia: "otras de las tradiciones de la verbena de San Juan era de acabar con la coca entre las frondas de Montjuich, mientras la ciudad parecía arder en medio de jubilosas hogueras, y se encendía bajo el fuego multicolor de la vistosa y espectacular pirotecnia. A finales de siglo, prosiguiéndose, entre otras, una vieja costumbre, los barceloneses castizos, los menestrales de gorra, blusa y alpargatas, de corazón limpio como el Julián de «La verbena de la Paloma», se concentraban en los merenderos de la montaña, los que recaían al final de la calle Conde del Asalto, y por el Pueblo Seco se encaramaban a la montaña. En las noches de San Juan y San Pedro los barceloneses comían la «coca de forner» tapizada de azúcar y salpicada de piñones tostados, en las «Font del Gat», de la «Setalia», «d'en Pessetes», del «Geperut», «d' en Conna» o en la «Font Trobada»".